# Flesh on Flesh
Flesh on Flesh – osiemnasty album studyjny amerykańskiego gitarzysty jazzowego Ala Di Meoli, wydany w 2002 roku nakładem Telarc.

## Lista utworów
Opracowano na podstawie materiału źródłowego.
| Nr | Tytuł utworu     | Muzyka           | Długość |
| -- | ---------------- | ---------------- | ------- |
| 1. | „Zona Desperata” | Al Di Meola      | 9:23    |
| 2. | „Innamorata”     | Di Meola         | 8:38    |
| 3. | „Meninas”        | Egberto Gismonti | 5:41    |
| 4. | „Flesh on Flesh” | Di Meola         | 5:57    |
| 5. | „Fugata”         | Astor Piazzolla  | 5:46    |
| 6. | „Deep and Madly” | Di Meola         | 1:45    |
| 7. | „Saffire Soleil” | Di Meola         | 4:11    |
| 8. | „Señor Mouse”    | Chick Corea      | 9:24    |
|    |                  |                  | 50:45   |

## Twórcy
Opracowano na podstawie materiału źródłowego.
Muzycy:
- Al Di Meola – gitara elektryczna, gitara akustyczna, keyboard, instrumenty perkusyjne
- Ernie Adams – perkusja
- Anthony Jackson – gitara basowa, kontrabas
- Gumbi Ortiz – instrumenty perkusyjne
- Mario Parmisano – fortepian, syntezator, marimba
- Williams Polledo – trąbka
- Gonzalo Rubalcaba – Fender Rhodes
- Guillermo Ruiz – saksofon altowy
- Alejandro Santos – flety
- Jean Valdes – saksofon altowy

Produkcja:
- Al Di Meola – produkcja muzyczna, aranżacja